# Esketamina
Esketamina (S)-ketamina – organiczny związek chemiczny, jeden z dwóch enancjomerów ketaminy, który wykazuje silniejsze działanie wobec receptora NMDA od mieszaniny racemicznej.
Zatwierdzona w 2019 roku w Stanach Zjednoczonych do leczenia depresji. W tym samym roku preparat Spravato zawierający esketaminę przyjmowaną donosowo został dopuszczony do sprzedaży na terenie Unii Europejskiej.
Esketamina zmniejsza objawy depresyjne w ciągu godzin od podania, w przeciwieństwie do innych leków, które zaczynają działać po kilku tygodniach.

## Sytuacja w Polsce
Esketamina w Polsce stosowana jest w skojarzeniu z SSRI lub SNRI w dużej depresji lekoopornej u osób dorosłych. Od 1 lipca 2023 roku terapia preparatem Spravato jest refundowana w Programie Lekowym B.147.

## Działania niepożądane
Najczęściej stwierdzane:
- zawroty głowy (31%)
- zaburzenia dysocjacyjne (27%)
- nudności (27%)
- ból głowy (23%)
- senność (18%)
- zaburzenia smaku (18%)
- uczucie wirowania (16%)
- niedoczulica (11%)
- wymioty (11%)
- zwiększanie ciśnienia krwi (10%)

## Metabolity
Dotychczasowe poszukiwania substancji odznaczających się antydepresyjnym efektem ketaminy bez jej efektów psychodelicznych nie były owocne. Badania te koncentrowały się na substancjach oddziałujących na receptor NMDA. U myszy metabolit ketaminy, hydroksynorketamina, wykazuje silne właściwości antydepresyjne i nie powoduje skutków ubocznych. Pośrednio pobudza on także inne receptory kwasu glutaminowego.